# Anderstorps SK
Anderstorps SK är en handbollsklubb från Anderstorp, Jönköpings län, bildad 1972. Handbollsverksamheten i Anderstorp startade dock fyra år tidigare, den 19 november 1968, då det skedde i SK Rigels regi. Klubben har utöver handboll haft två andra sektioner, för bandy och bordtennis.

## Spelare i urval
- Robert Bladh (–2004)
- Thomas Hiljemark (–2001, 2007–2011)
- Konstantin Sjarovarov (1998–2001)
- Jim Sundgren (–2001, 2004–2009, 2010–2011)
- Johnny Widell (Olsson) (2005–2008, 2013–2017)